# لوتا وینگ
لوتا وینگ (انگلیسی: Lotta Udnes Weng؛ زادهٔ ۲۹ سپتامبر ۱۹۹۶) اسکی‌باز صحرانوردی اهل نروژ است.